# Ситкалидак
Ситкалидак (енгл. Sitkalidak Island) је острво САД које припада савезној држави Аљасци. Површина острва износи 309 ². Према попису из 2000. на острву је живело 0 становника.